# Juan Aurich
Der Club Juan Aurich de Chiclayo ist ein Fußballverein in der peruanischen Stadt Chiclayo. Der 1922 gegründete Klub spielt derzeit in der Liga 2, der zweithöchsten Spielklasse des Landes. Seine Heimspiele trägt Juan Aurich im 24.500 Zuschauer fassenden Estadio Elías Aguirre aus. 2011 gelang mit dem erstmaligen Gewinn der peruanischen Meisterschaft der bisher größte Erfolg.

## Geschichte

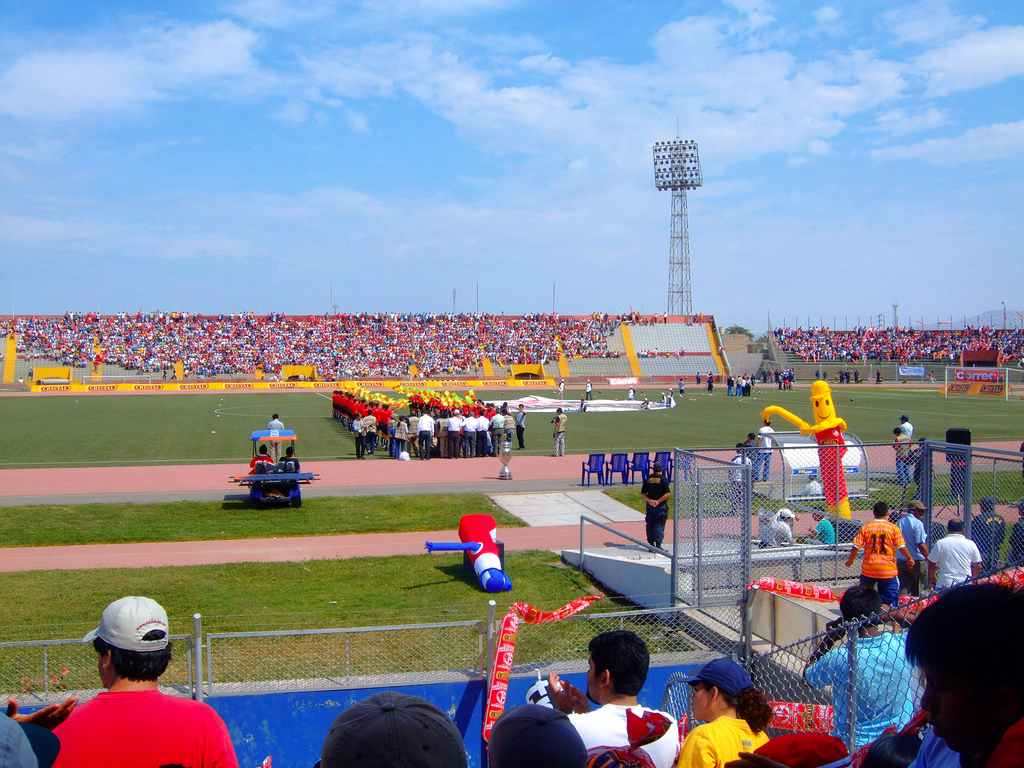
Das Estadio Elías Aguirre

Der Club Juan Aurich de Chiclayo wurde am 3. September 1922 von einigen Männern in Chiclayo gegründet. Diese Herren waren meist Arbeiter auf dem Anwesen eines Gutsherren in Chiclayo. Der Gutsherr, auf dessen Anwesen die Gründung des neuen Vereins vollzogen wurde, hieß Juan Aurich. In Anlehnung an ihn wurde der Verein in Club Juan Aurich de Chiclayo benannt. Die Vereinsfarben des neuen Vereins wurden auf rot und weiß festgelegt und als Spielstätte wurde ein Sportplatz in Chiclayo gewählt. Im Laufe der Zeit vergrößerte sich die Spielstätte von Juan Aurich zusehends, 1970 baute man ein größeres Stadion für den Verein, das Estadio Elías Aguirre, das heute Platz bietet für 25.000 Zuschauer.
Club Juan Aurich de Chiclayo gewann seine erste Stadtmeisterschaft von Chiclayo im Jahre 1933. Der Titelgewinn sollte auch der einzige in diesem Wettbewerb bleiben, da dieser bald abgeschafft wurde. Erstmals in die Primera División, die höchste Spielklasse im peruanischen Fußball, stieg Juan Aurich im Jahre 1966 auf. In der Spielzeit 1967 belegte man gleich den neunten Rang, während sich der heutige Rekordmeister Universitario de Deportes die Meisterschaft sicherte. Das Jahr darauf war das bisher erfolgreichste von Juan Aurich. In der peruanischen Liga belegte man den zweiten Platz hinter Sporting Cristal und verpasste erst nach einem Entscheidungsspiel, da man sowohl Punkt- als auch Torgleichheit hatte, das 1:2 endete, die erste Meisterschaft der Vereinsgeschichte. Einen solchen Erfolg konnte der Club aus Chiclayo bis heute nicht wieder erreichen, es gelang aber oftmals ein vorderer Rang. Nachdem man in den Neunzigerjahren mit privaten Investoren kooperiert hatte und diese in wirtschaftliche Problemsituationen gerieten, musste der Verein 1995 aus der Primera División absteigen und drohte, dort zu versinken. Durch den Gewinn der Copa Perú im Jahre 1997 durch einen Sieg im Endspiel gegen Deportivo UPAO Trujillo gelang nur zwei Jahre nach dem Abstieg wieder der Aufstieg in die höchste Liga. Doch nur wenige Jahre später geriet Juan Aurich erneut in wirtschaftliche Schieflage und stieg erneut ab. Erst 2007 konnte erneut durch den Gewinn der Copa Perú der Wiederaufstieg gefeiert werden. In der neueren Vergangenheit schaffte es Juan Aurich immer mehr, an die erfolgreiche Zeit Ende der Neunzehnhundertsechzigerjahre anzuknüpfen. 2009 wurde man Dritter in der Primera División und konnte sich zum zweiten Mal für die Copa Libertadores qualifizieren. Bei dem Turnier im Jahr darauf erreichte Juan Aurich die zweite Runde, wo man in der Gruppe 3 den dritten Platz hinter Estudiantes de La Plata und Alianza Lima belegte und damit ausschied. Bei der ersten Libertadores-Teilnahme 1969 hingegen schied Juan Aurich bereits in der ersten Runde in einer Gruppe mit Universidad Católica, den Santiago Wanderers und Sporting Cristal als Tabellenletzter aus.

## Trainer
- Roberto Challe (1981)
- Juan Hohberg (1982)
- Augusto Palacios (1996)
- Julio César Uribe (1998, 2017)
- Ramón Mifflin (2001)
- Jorge Sampaoli (2002)
- Julio Balerio (2008)
- Luis Fernando Suárez (2009–2010)
- Juan Reynoso (2010)
- José Mari Bakero (2013)

## Bekannte Spieler
- Fernando García, peruanischer Nationalspieler
- Luis Guadalupe, peruanischer Nationalspieler
- Luis Advíncula, peruanischer Nationalspieler
- Lebohang Morula, südafrikanischer Nationalspieler, WM-Teilnehmer 1998
- Miguel Villalta, peruanischer Nationalspieler
- Carlos Zegarra, peruanischer Nationalspieler
- Diego Penny, peruanischer Nationalspieler

## Erfolge
- Peruanische Meisterschaft: 1× (2011)

2. Platz 1968
- Copa Perú: 2× (1997, 2007)

- Campeonato Región I: 2× (2006, 2007)

- Campeonato Departamental de Lambayeque: 3× (1967, 1997, 2007)

- Campeonato de Chiclayo: 1× (1933)

- Teilnahme an der Copa Libertadores: 2×

1969: erste Runde
2010: erste Runde
2012: erste Runde
- Teilnahme an der Copa Sudamericana: 1×

2011: erste Runde